# Herschel (cratera marciana)
A cratera Herschel é uma grande cratera no quadrângulo de Mare Tyrrhenum em Marte. Ela recebeu este nome em honra ao astrônomo do século XVIII William Herschel.
A cratera Herschel possui 300 km de diâmetro, ela é tão vasta que é considerada uma bacia de impacto. A cratera está localizada nos planaltos craterizados do hemisfério sul marciano, a 14.5°S, 230°W. A sonda espacial Mars Global Surveyor descobriu que seu leito contém campos de dunas de areia escuras.